# Henry Morgentaler

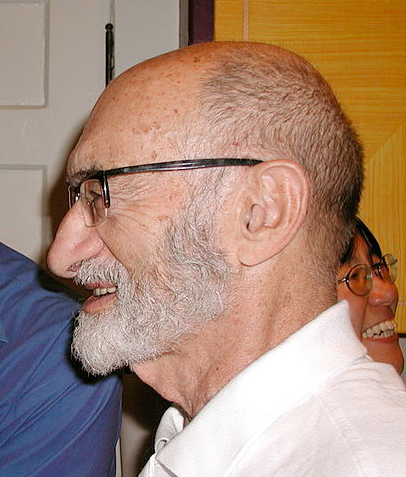
Henry Morgentaler (2005)

Henry Morgentaler (* 19. März 1923 in Łódź, Polen; † 29. Mai 2013 in Toronto), gebürtig Henekh Morgentaler, war ein kanadischer Arzt, der in Kanada das uneingeschränkte Recht auf Abtreibung durchsetzte.

## Leben
Morgentaler wurde als Sohn der polnischen Juden Golda Nitka und Josef Morgentaler in Łódź geboren. Die Nazis zwangen ihn und seine Familie ins Ghetto Litzmannstadt und brachten sie später ins KZ Auschwitz, wo er und sein Bruder von den Eltern getrennt wurden. Seine Eltern wurden dort ermordet und er wurde später ins KZ Dachau geschafft, wo ihn die US-Army 1945 befreite.
Nach einem Medizinstudium in Deutschland wanderte er im Jahr 1950 gemeinsam mit seiner damaligen Ehefrau, der Dichterin Chava Rosenfarb, nach Kanada aus, sie hatten zwei Kinder, die Tochter Goldie Morgentaler wurde Literaturwissenschaftlerin und der Sohn Abraham Morgentaler wurde Urologe, die Ehe wurde später geschieden. Er arbeitete zunächst als Hausarzt und setzte sich für das Recht von Frauen auf Abtreibung ein. 1969 eröffnete er in Montreal Kanadas erste Abtreibungsklinik, deren Tätigkeit im Widerspruch zur damaligen Gesetzeslage stand und heftige Gegenwehr von Abtreibungsgegnern hervorrief.
Nach mehreren Verhaftungen, Verurteilungen und Gefängnisaufenthalten in den 1970er Jahren wurde eine Verurteilung aus dem Jahr 1983 in Ontario schließlich an den Obersten Gerichtshof von Kanada weitergeleitet. Dieser erklärte 1988, dass das kanadische Abtreibungsgesetz gegen die Verfassung verstoße. Seitdem gilt in Kanada das uneingeschränkte Recht auf Abtreibung.
Morgentaler war von 1968 bis 1999 der erste Präsident der Humanist Association of Canada (Humanistische Vereinigung Kanadas) und in der Folgezeit ihr Ehrenpräsident. 
1983 wurde er von dem militanten Abtreibungsgegner Augusto Dantas mit einer Heckenschere attackiert. Die Journalistin Judy Rebick verhinderte den Angriff und Morgentaler blieb unversehrt.  Im Mai 1992 wurde ein Bombenanschlag auf die Morgentaler-Klinik in Toronto verübt.

## Ehrungen
1975 wählte ihn die American Humanist Association zum Humanist of the Year. Im Jahr 2005 erhielt Henry Morgentaler einen Ehrendoktortitel der University of Western Ontario. Im Juli 2008 wurde er zum Member des Order of Canada ernannt, die Ernennung wurde in der Öffentlichkeit kontrovers diskutiert. So gab zum Beispiel der frühere Politiker und ehemalige Vizegouverneur von New Brunswick sowie Ordensträger Gilbert Finn anlässlich der Ehrung Morgentalers seinen Orden aus Protest zurück.